# Kaiama (Bayelsa)
Koordinaten: 5° 8′ N, 6° 18′ O
Kaiama ist ein kleiner Ort in der Kolokuma-Opokuma Local Government Area im Bundesstaat Bayelsa von Nigeria am Fluss Nun.
Am 11. Dezember 1998 traf sich in Kaiama die Jugend von Ijaw aus über fünfhundert Gemeinden und vierzig Clans, die fünfundzwanzig Organisationen repräsentierten. Sie veröffentlichten die Kaiama Deklaration und gründeten den Ijaw Youth Council (IYC).